# Nieżywięć (gromada)
Nieżywięć – dawna gromada, czyli najmniejsza jednostka podziału terytorialnego Polskiej Rzeczypospolitej Ludowej w latach 1954–1972.
Gromady, z gromadzkimi radami narodowymi (GRN) jako organami władzy najniższego stopnia na wsi, funkcjonowały od reformy reorganizującej administrację wiejską przeprowadzonej jesienią 1954 do momentu ich zniesienia z dniem 1 stycznia 1973, tym samym wypierając organizację gminną w latach 1954–1972.
Gromadę Nieżywięć z siedzibą GRN w Nieżywięciu utworzono – jako jedną z 8759 gromad na obszarze Polski – w powiecie brodnickim w woj. bydgoskim, na mocy uchwały nr 24/2 WRN w Bydgoszczy z dnia 5 października 1954. W skład jednostki weszły obszary dotychczasowych gromad Nieżywięć, Dąbrówka, Kawki i Grabówiec ze zniesionej gminy Nieżywięć w tymże powiecie. Dla gromady ustalono 23 członków gromadzkiej rady narodowej.
1 stycznia 1969 do gromady Nieżywięć włączono obszar zniesionej gromady Kruszyny w tymże powiecie.
1 stycznia 1972 do gromady Nieżywięć włączono sołectwa Małki, Tylice i Wymokłe ze zniesionej gromady Małki w tymże powiecie.
Gromada przetrwała do końca 1972 roku, czyli do kolejnej reformy gminnej.